# هدى هاني
هدى هاني (18 سبتمبر 1978 -)؛ ممثلة مصرية.

## عن حياتها
نشأت هدى في عائلة فنية فعمتها في الفنانة هناء الشوربجي، و بدأت التمثيل مذ كان عمرها ست سنوات أمام الفنانين محمد صبحي وسعاد نصر في مسرحية الهمجي كما إنها كانت تشارك في برامج الأطفال التلفزيون المصري، ولكن شهرتها ظهرت خلال «شخصية جهاد» في مسلسل يوميات ونيس مع الفنان محمد صبحي وشاركت بجميع أجزاء المسلسل حتى الجزء السابع، شاركت بالعديد من الأعمال الأخرى ولم تظهر بالأعمال السينمائية إلا مرات قليلة، وهي متزوجة من المصور «أسامة بركات».

## أعمالها

### من المسلسلات
- يوميات ونيس - 11 أجزاء.
- أحزان مريم.
- أحلامك أوامر.
- العطار والسبع بنات.
- وعد ومش مكتوب.
- العار.
- الخواجة عبد القادر.
- مسلسل العائلة والناس.
- الحب بعد المداولة.

### في المسرح
- الهمجي.
- ماما أمريكا.
- المدرسين والدروس خصوصية.
- عائلة ونيس.

## روابط خارجية
- هدى هاني على موقع IMDb (الإنجليزية)
- هدى هاني على موقع الدهليز
- هدى هاني على موقع قاعدة بيانات الأفلام العربية
- هدى هاني على موقع قاعدة بيانات الفيلم (الإنجليزية)